# 夏侯称
夏侯 称（かこう しょう、生没年不詳）は、中国後漢末期の人物。字は叔権。豫州沛国譙県の人。曹操の配下である夏侯淵の三男。兄は夏侯衡・夏侯覇。弟は夏侯威・夏侯栄・夏侯恵・夏侯和。

## 生涯
『三国志』夏侯淵伝の注に引く『世語』、さらに同書が引く従孫の夏侯湛が記した文章にて事績が伝わる。
幼少期は仲間を集めての戦争ごっこを好んでいた。夏侯淵はその振る舞いに優れたものを感じ兵書などを学ばせようとしたが、あくまで自己流を尊んで受け入れなかった。16歳の時には馬に騎乗して虎を追い、一矢でこれを射殺した。弁舌にも優れ、宴会での議論となれば言い負かせる者はなく、当時名声のある者の多くが彼と交友した。その名声は曹操にまで届き、彼の手を握ると「私はお前を手に入れたぞ！」と言ったという。その子である曹丕とも布衣の交わりを結んだ。
齢18で夏侯称は死去した。